# Parafia św. Marii Magdaleny w Wysokiej
Parafia św. Marii Magdaleny w Wysokiej – rzymskokatolicka parafia archidiecezji krakowskiej wchodząca w skład dekanatu Wadowice – Północ.
Kościołem parafialnym parafii jest Kościół pw. św. Marii Magdaleny znajdujący się w centrum Wysokiej. Składa się ze wsi: Wysoka (1692 wiernych), Stanisław Górny-Czerna (129 wiernych).

## Historia
Fantastyczne opowieści, nie oparte na żadnych źródłach historycznych podają, że już w XII wieku miał powstać kościół wysocki. Pierwsza wzmianka historyczna o tym kościółku pochodzi jednak z 1354.
Do 19 maja 1798 kaplica w Wysokiej należała do parafii św. Marcina w Marcyporębie. Wówczas konsystorz biskupi diecezji tarnowskiej aktem erekcyjnym powołał w Wysokiej samoistną kapelanię.
Wraz z ustanowieniem samoistnej kapelanii przystąpiono do budowy kościoła. Do istniejącej kaplicy dobudowano nawę i wieże, a 22 lipca 1799 kościół filialny w Wysokiej został benedykowany przez delegata biskupa tarnowskiego.
Z początkiem stycznia 1936 drewniany kościół o konstrukcji zrębowej uległ spaleniu.
Przystąpiono wówczas do budowy nowego kościoła parafialnego. Budowa trwała 11 miesięcy w latach 1936–1937. 4 lipca 1937 kościół został konsekrowany przez ówczesnego sufragana archidiecezji krakowskiej księdza biskupa Stanisława Rosponda.